# Steven Paul
Steven Paul   (Nova York, 16 de maig de 1959) és un cineasta independent, actor i gerent de talents estatunidenc. És el president, fundador i CEO de Crystal Sky Pictures.

## Biografia
Paul va néixer a Nova York. La seva mare, Dorothy Koster Paul, era directora de càsting, i el seu pare treballava en el negoci d'inversions. Va començar la seva carrera com a actor infantil als 7 anys i va començar a escriure obres de teatre als 12. Amb 21 anys, va ser la persona més jove a dirigir una pel·lícula d'estudi important amb el seu debut com a director Tornar a l'amor, que també va coescriure i produir.
Els crèdits de producció de Paul inclouen Never Too Young to Die, The Mosketeer, Ghost Rider, Bratz: The Movie, Doomsday, Tekken, Ghost in the Shell, Rambo: Last Blood, i la sèrie Baby Geniuses. També és el mànager de l'actor Jon Voight, i anteriorment va portar Gene Wilder, Michael Cimino i Bob Clark. Originalment va fundar Paul Entertainment a principis dels anys 80, fent equip amb l'actriu Bo Derek el 1987 per vendre el llargmetratge inèdit A Knight of Love.
L'any 2000, MM Media i Crystal Sky van tenir un acord de cofinançament de 12 pel·lícules.
El gener de 2017, Paul va comprar Echo Bridge.

## Filmografia

### Pel·lícules

#### Escriptor/Productor
| Any  | Títol                                         | Productor | Guionista | Altres | Director              |
| ---- | --------------------------------------------- | --------- | --------- | ------ | --------------------- |
| 1980 | Tornar a l'amor (Falling in Love Again)       | Sí        | Sí        | No     | Ell mateix            |
| 1982 | Slapstick of Another Kind                     | Sí        | Sí        | No     | Ell mateix            |
| 1986 | Never Too Young to Die                        | Sí        | Sí        | No     | Gil Bettman           |
| 1990 | Eternity                                      | Sí        | Sí        | No     | Ell mateix            |
| 1992 | The Double 0 Kid                              | Sí        | Història  | No     | Dee McLachlan         |
| 1995 | Hourglass                                     | Sí        | Història  | No     | C. Thomas Howell      |
| 1997 | The Protector                                 | Sí        | Història  | No     | Jack Gill             |
| 1999 | Baby Geniuses                                 | Sí        | Història  | Sí     | Bob Clark             |
| 1999 | A Dog of Flanders                             | Executiu  | No        | Sí     | Kevin Brodie          |
| 2004 | Els superbebès (Superbabies: Baby Geniuses 2) | Sí        | Història  | Sí     | Bob Clark             |
| 2009 | Opposite Day                                  | Sí        | Història  | Sí     | R. Michael Givens     |
| 2012 | Chilly Christmas                              | Sí        | No        | Sí     | Gregory Poppen        |
| 2013 | Baby Geniuses: Baby Squad Investigators       | Sí        | Sí        | Sí     | Sean McNamara         |
| 2013 | Dracula: The Dark Prince                      | Sí        | Sí        | Sí     | Pearry Teo            |
| 2014 | Baby Geniuses and the Treasures of Egypt      | Sí        | Sí        | Sí     | Sean McNamara         |
| 2014 | Tekken 2: Kazuya's Revenge                    | Sí        | Sí        | Sí     | Wych Kaosayananda     |
| 2014 | A Magic Christmas                             | Executive | No        | Sí     | R. Michael Givens     |
| 2015 | A Christmas Eve Miracle                       | Sí        | Història  | Sí     | R. Michael Givens     |
| 2015 | Baby Geniuses and the Space Baby              | Sí        | Sí        | Sí     | Sean McNamara         |
| 2016 | JL Ranch                                      | Sí        | Història  | No     | Charles Robert Carner |
| 2018 | Surviving the Wild                            | Sí        | Història  | Sí     | Patrick Alessandrin   |
| 2018 | Orphan Horse                                  | Sí        | Història  | No     | Sean McNamara         |
| 2018 | The Ghost Beyond                              | Sí        | Història  | No     | R. Michael Givens     |
| 2020 | JL Family Ranch 2                             | Sí        | Història  | No     | Sean McNamara         |

#### Productor només
| Any  | Títol                               | Director                    |
| ---- | ----------------------------------- | --------------------------- |
| 1987 | Emanon                              | Stuart Paul                 |
| 1990 | Fate                                | Stuart Paul                 |
| 1993 | Bitter Harvest                      | Duane Clark                 |
| 1994 | Huck and the King of Hearts         | Michael Keusch              |
| 1994 | Hail Caesar                         | Anthony Michael Hall        |
| 1994 | A Million to Juan                   | Paul Rodriguez              |
| 1995 | Charlie's Ghost Story               | Anthony Edwards             |
| 1996 | Sortida prohibida (Exit in Red)     | Yurek Bogayevicz            |
| 1997 | Bombshell                           | Paul Wynne                  |
| 1998 | The Modern Adventures of Tom Sawyer | Adam Weissman               |
| 1999 | The Prince and the Surfer           | Arye Gross                  |
| 2000 | The Million Dollar Kid              | Neil Mandt                  |
| 2006 | The Legend of Simon Conjurer        | Stuart Paul                 |
| 2007 | Ghost Rider                         | Mark Steven Johnson         |
| 2007 | Bratz: The Movie                    | Sean McNamara               |
| 2008 | Doomsday                            | Neil Marshall               |
| 2010 | Tekken                              | Dwight H. Little            |
| 2011 | Ghost Rider: Spirit of Vengeance    | Mark Neveldine Brian Taylor |
| 2012 | Beyond                              | Josef Rusnak                |
| 2013 | Robosapien: Rebooted                | Sean McNamara               |
| 2014 | The Final Song                      | Stuart Paul                 |
| 2017 | Ghost in the Shell                  | Rupert Sanders              |
| 2018 | Reverse Heaven                      | Stuart Paul                 |
| 2019 | Dr. Jekyll Better Hide              | Stuart Paul                 |

#### Productor executiu
| Any  | Títol                                                | Director               |
| ---- | ---------------------------------------------------- | ---------------------- |
| 1993 | Deadly Exposure                                      | Lawrence Mortorff      |
| 1994 | Confessions of a Hitman                              | Larry Leahy            |
| 1995 | The Whispering                                       | Gregory Gieras         |
| 2000 | Little Insects                                       | Gregory Gieras         |
| 2001 | The Musketeer                                        | Peter Hyams            |
| 2002 | Julie Walking Home                                   | Agnieszka Holland      |
| 2006 | Broken                                               | Simon Boyes Adam Mason |
| 2006 | Treasure Island Kids: The Battle of Treasure Island  | Gavin Scott            |
| 2006 | Treasure Island Kids: The Monster of Treasure Island | Michael Hurst          |
| 2007 | The Devil's Chair                                    | Adam Mason             |
| 2007 | Big Stan                                             | Rob Schneider          |
| 2011 | Down the Shore                                       | Harold Guskin          |
| 2011 | Pizza Man                                            | Joe Eckardt            |
| 2012 | The Forger                                           | Lawrence Roeck         |
| 2014 | Wolves                                               | David Hayter           |
| 2016 | Amazing Ape                                          | Juliano Brotman        |
| 2016 | Madtown                                              | Charles Moore          |
| 2016 | Smoking Guns                                         | Savvas Michael         |
| 2016 | AmStarDam                                            | Lee and Wayne Lennox   |
| 2016 | Dwelling                                             | Kyle Mecca             |
| 2017 | Security                                             | Alain DesRochers       |
| 2017 | Pottersville                                         | Seth Henrikson         |
| 2019 | Red Devil                                            | Savvas D. Michael      |
| 2020 | Tribal Get Out Alive                                 | Matt Routledge         |

#### Actor
| Any  | Títol                                                   | Paper                  | Notes            |
| ---- | ------------------------------------------------------- | ---------------------- | ---------------- |
| 1971 | Per molts anys, Wanda June (Happy Birthday, Wanda June) | Paul Ryan              |                  |
| 1980 | Tornar a l'amor (Falling in Love Again)                 | Stan the Con (1940's)  |                  |
| 1982 | Slapstick of Another Kind                               | Air Force One 'Ensign' |                  |
| 1987 | Emanon                                                  | TV Director            |                  |
| 1990 | Eternity                                                | Stage Manager          |                  |
| 1992 | The Double 0 Kid                                        | Room Service Bellman   |                  |
| 2000 | The Million Dollar Kid                                  | TV Anchor              |                  |
| 2003 | Urusei Yatsura: Only You                                | Chibi (veu)            | Versió en anglès |
| 2003 | Urusei Yatsura 3: Remember My Love                      | Chibi (veu)            | Versió en anglès |
| 2004 | Urusei Yatsura 4: Lum the Forever                       | Chibi (veu)            | Versió en anglès |
| 2004 | Urusei Yatsura: The Final Chapter                       | Additional voices      | Versió en anglès |
| 2005 | Urusei Yatsura: Always My Darling                       | Chibi (veu)            | Versió en anglès |
| 2009 | Opposite Day                                            | Charles Tormell        |                  |
| 2015 | A Christmas Eve Miracle                                 | Mr. Ralph              |                  |
| 2016 | JL Ranch                                                | Man in Black Suit      |                  |
| 2018 | The Ghost Beyond                                        | Benjamin               |                  |
| 2020 | JL Family Ranch 2                                       | Todd                   |                  |

### Televisió

#### Guionista/Productor
| Any       | Títol                              | Productor | Guionista | Altres | Director(s)                 | Notes                 |
| --------- | ---------------------------------- | --------- | --------- | ------ | --------------------------- | --------------------- |
| 1987      | Mike's Talent Show                 | Executiu  | No        | No     | Jay Dubin                   | Telefilms             |
| 1992      | Illusions                          | Sí        | No        | No     | Victor Kulle                | Telefilms             |
| 1995      | The Tin Soldier                    | Sí        | No        | No     | Jon Voight i Gregory Gieras | Telefilms             |
| 1999      | Murder in a Small Town             | Sí        | No        | No     | Joyce Chopra                | Telefilms             |
| 1999      | Boys Will Be Boys                  | Sí        | No        | No     | Dom DeLuise                 | Telefilms             |
| 1999      | Arthur's Quest                     | Sí        | No        | No     | Neil Mandt                  | Telefilms             |
| 1999      | The Lady in Question               | Sí        | No        | No     | Joyce Chopra                | Telefilms             |
| 1999      | Noah's Ark                         | No        | No        | Sí     | John Irvin                  | 2 episodes            |
| 2000      | The Princess & the Barrio Boy      | Sí        | Història  | No     | Tony Plana                  | Telefilms             |
| 2002      | Project Viper                      | Executiu  | No        | No     | Jim Wynorski                | Telefilms             |
| 2002      | ChromiumBlue.com                   | Executiu  | No        | No     | Zalman King i Scott Sampler | 13 episodis           |
| 2005      | The Karate Dog                     | Sí        | Sí        | Sí     | Bob Clark                   | Telefilm              |
| 2011      | A Christmas Wish                   | Executive | No        | No     | Craig Clyde                 | Telefilm              |
| 2013-2015 | Baby Geniuses Television Series    | Sí        | Sí        | No     | Sean McNamara               | 7 episodis            |
| 2019      | Roseanne Barr & Rabbi Shmuley Show | Sí        | No        | No     | Sean McNamara               | Especial de televisió |

#### Actor
| Any  | Títol               | Paper          | Notes                          |
| ---- | ------------------- | -------------- | ------------------------------ |
| 1975 | The Secrets of Isis | Kevin McCauley | Episodi: ''Rockhound's Roost'' |
| 1995 | The Tin Soldier     | Newscaster     | Telefilm                       |

## Vida personal
Paul té dos germans, Stuart Paul (actor i director) i Bonnie Paul (actriu). La seva neboda és l'actriu Skyler Shaye.